# Прива Белар
Прива Белар (на френски: Privat Belard) е католически свещеник, успенец. За работата му във френския колеж във Варна е отличен с ордена „Академични палми“.

## Биография
Леон Белар е роден на 7 ноември 1875 г. в Испаняк в департамента Лозер във Франция. Между 1888 г. и 1892 г. учи в семинариите в Марсилия, Ним и други места. На 7 август 1892 постъпва в мисията на успенците в предградието Ливри-Гарган в Париж. Там след две години дава вечните си обети и приема името Прива.
След това учи философия в Цариград (1894 – 1895) и теология в Йерусалим (1896 – 1897), където е ръкоположен за свещеник на 20 август 1899 г.
От 1900 г. до 1904 г. преподава в различни училища в Цариград. През 1905 г. е назначен за една година за преподавател във френския колеж „Свети Августин“ в Пловдив. От 1906 г. до 1914 г. преподава в колежа „Свети Михаил“ във Варна. През 1911 г. е отличен с ордена Академични палми. През 1914 г. е мобилизиран и назначен като преводач на източния фронт, а след това работи във френското министерството на войната.
През 1919 г. се завръща във Варна. Следващата година е назначен за директор на колежа в Пловдив, която длъжност изпълнява до 1925 г. През това време е завършена новата сграда на колежа и използвайки 50 волски каруци, той ръководи прехвърлянето на училищния инвентар в продължение на 3 седмици.
По-късно започва да работи в Белград, но след 21 години е депортиран от режима на Тито. Установява се във Франция. Умира на 7 декември 1961 г. в Лорг.